# Province de Sukhothaï
Sukhothaï (en thaï : สุโขทัย) est une province (changwat) de Thaïlande.
Elle est située dans le nord du pays. Sa capitale est la ville de Sukhothaï. Elle est traversée par la rivière Yom, qui constitue sa principale ressource en eau.

## Subdivisions

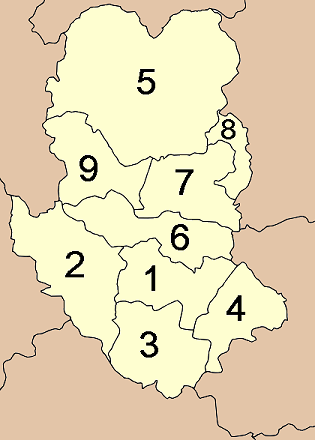
Carte des amphoe de la province de Sukhothaï.

Sukhothaï est subdivisée en 9 districts (amphoe) : Ces districts sont eux-mêmes subdivisés en 86 sous-districts (tambon) et 782 villages (muban).